# Anachron
Anachron – francuska seria komiksowa z pogranicza gatunków fantasy i science fiction, której autorami są Thierry Cailleteau (scenariusz) i Joël Jurion (rysunki). Ukazała w siedmiu tomach w latach 2001–2007 nakładem wydawnictwa Vents d’Ouest. Po polsku Egmont Polska opublikował trzy pierwsze tomy serii w latach 2002–2004.

## Fabuła
Akcja komiksu rozgrywa się na planecie Anachron, na której panują średniowieczne zwyczaje. Dochodzi tam do walki między czterema silnymi osobowościami: nazistą Adolfem Kriegadlerem, rewolucjonistą Hugonem Vareguy, wojownikiem Wodanem i niszczycielskim demonem.

## Tomy
| Tom | Tytuł i rok wydania polskiego | Tytuł i rok wydania oryginalnego        |
| --- | ----------------------------- | --------------------------------------- |
| 1   | Powrót bestii (2002)          | Le Retour de la bête (2001)             |
| 2   | Siódmy kapitan (2003)         | Le Septième Capitaine (2002)            |
| 3   | W górach Kordil (2003)        | Le Passeur des monts Kordils (2003)     |
| 4   |                               | L’Héritage du héros (2004)              |
| 5   |                               | Pavillon noir sur la capricieuse (2005) |
| 6   |                               | La Main de Krothal (2007)               |